# Österreichischer Frauen-Fußballcup 1984/85
Der Österreichische Frauen-Fußballcup wurde in der Saison 1984/85 unter dem Namen ÖFB-Frauen-Fußball-Cup, ausgerichtet vom Wiener Fußball-Verband, zum 13. Mal ausgespielt. Den Pokal gewann zum dritten Mal der ESV Ostbahn XI Wien.

## Teilnehmende Mannschaften
Für den österreichischen Frauen-Fußballcup hätten sich anhand der Teilnahme der Ligen der Saison 1984/85 folgende 11(!!) Mannschaften, die nach der Saisonplatzierung der Frauen-Bundesliga 1983/84 und der Damenliga Ost 1983/84 geordnet sind, qualifiziert. Teams, die als durchgestrichen gekennzeichnet sind, nahmen am Wettbewerb aus diversen Gründen nicht am Wettbewerb teil oder sind zweite Mannschaften und spielten daher nicht um den Pokal mit. Weiters konnten noch Vertreter aus den anderen Bundesländern teilnehmen.
| Frauen-Bundesliga (8) | Damenliga Ost (2) | Meister oder Meistervertreter aus den anderen Bundesländern (1) |
| --- | --- | --------------------------------------------------------------- |
| - USC Landhaus (W) - DFC Ostbahn XI (W) (C) - LUV Graz (ST) - 1. DFC Leoben (ST) - Union Kleinmünchen (OÖ) - KSV Wiener Berufsschulen (W) - DFC Alland-Brunn (NÖ) - ESV Stadlau/Kaisermühlen (W) | - USC Landhaus II (W) - KSV Wiener Berufsschulen II (W) - ASV Vösendorf (W) - DFC Ostbahn XI II (W) - SC Wullersdorf (NÖ) | - FC Wacker Innsbruck TLM (T) (LM)                              |
| Erläuterungen Länderkürzel: (B): Burgenland, (OÖ): Oberösterreich, (NÖ): Niederösterreich, (ST): Steiermark, (T): Tirol, (W): Wien                                                               | |                                                                 |

| (C) | amtierender Cupsieger 1983/84    |
| (A) | Absteiger der Saison 1984/85     |
| (N) | Neuaufsteiger der Saison 1984/85 |

## Turnierverlauf
Es liegen nur die Ergebnisse von ein paar Begegnungen vor dem Finale vor.

### 1. Cuprunde
| Datum        |                 | Ergebnis |                     |
| ------------ | --------------- | -------- | ------------------- |
| keine Angabe | SG Alland/Brunn | 0:2      | FC Wacker Innsbruck |

### Viertelfinale
| Datum        |                     | Ergebnis |                       |
| ------------ | ------------------- | -------- | --------------------- |
| keine Angabe | FC Wacker Innsbruck | 6:2      | KSV Wr. Berufsschulen |

### Halbfinale
| Datum        |                     | Ergebnis |                          |
| ------------ | ------------------- | -------- | ------------------------ |
| keine Angabe | FC Wacker Innsbruck | 3:0      | ESV Stadlau/Kaisermühlen |
| keine Angabe | LUV Graz            | :        |                          |

### Finale
Das Finale wurde am 16. Juni 1985 in der Sportanlage Kleinmünchen, Linz, Oberösterreich ausgetragen.
| Datum         | | Ergebnis |          |
| ------------- | --- | -------- | -------- |
| 16. Juni 1985 | FC Wacker Innsbruck | 2:0      | LUV Graz |
|               | Tore: 1:0 Kaltenbrunner (4.), 2:0 Depaoli (28.) |          |          |
|               | Aufstellung: FC Wacker Innsbruck: Brunner – Lutz, Riedmüller, Brandmaier Chr., Bittner Chr. – Zangerl, Szabados, Entacher – Depaoli, Kaltenbrunner, Lener LUV Graz: keine Information |          |          |